# Rallus elegans
Il rallo re, rallo reale o porciglione reale (Rallus elegans Audubon, 1834) è un uccello della famiglia dei Rallidi originario delle regioni orientali e centrali del Nord e del Centroamerica.

## Tassonomia
Attualmente vengono riconosciute tre sottospecie di rallo reale:
- R. e. elegans Audubon, 1834 (Canada orientale e Stati Uniti nord-orientali);
- R. e. tenuirostris Ridgway, 1874 (Messico centrale);
- R. e. ramsdeni Riley, 1913 (Cuba e isola della Gioventù).

Dove gli areali si sovrappongono, il porciglione reale si incrocia con il porciglione americano (R. longirostris); ciò ha spinto alcuni ricercatori a classificare i due ralli come un'unica specie.

## Descrizione
Il rallo reale, con una lunghezza di 38–48 cm e un peso di 305-370 g, è il Rallide più grande del Nordamerica. È caratterizzato da un lungo becco leggermente incurvato all'ingiù; gli adulti sono di colore marrone sul dorso e bruno-ruggine su faccia e petto, mentre la sommità del capo è marrone scura. La gola è bianca, il petto chiaro e i fianchi striati. Gli esemplari immaturi hanno la testa di colore marrone chiaro e il dorso e le ali di un marrone più scuro di quello degli adulti.
Il suo richiamo più caratteristico è costituito da una sorta di grugnito di bassa intensità.

## Distribuzione e habitat
Nidifica nelle paludi delle regioni orientali del Nordamerica. Gli esemplari presenti lungo le coste sud-orientali degli Stati Uniti sono stanziali, mentre altri migrano verso le regioni meridionali degli Stati Uniti e il Messico; in Canada la specie è presente solamente nelle regioni meridionali dell'Ontario.
Il rallo reale è ancora comune in alcune aree costiere, sebbene nell'entroterra sia divenuto più raro a causa della distruzione dell'habitat.

## Biologia
Questa specie va in cerca di cibo nelle acque basse, spesso ove la vegetazione è più fitta, e si nutre prevalentemente di insetti acquatici e crostacei.
Il nido è costituito da una piattaforma rialzata fatta di vegetazione palustre, riparata dalla volta degli alberi.